# Тоттенем

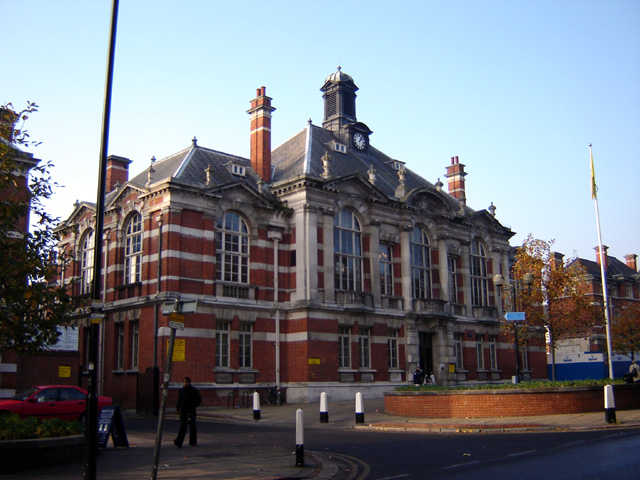
Бывшая мэрия Тоттенема, позднее превращённая в бизнес-центр.

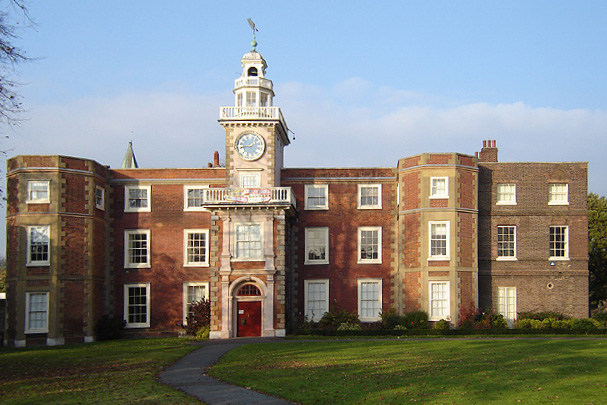
Замок Брюса, ныне музей.

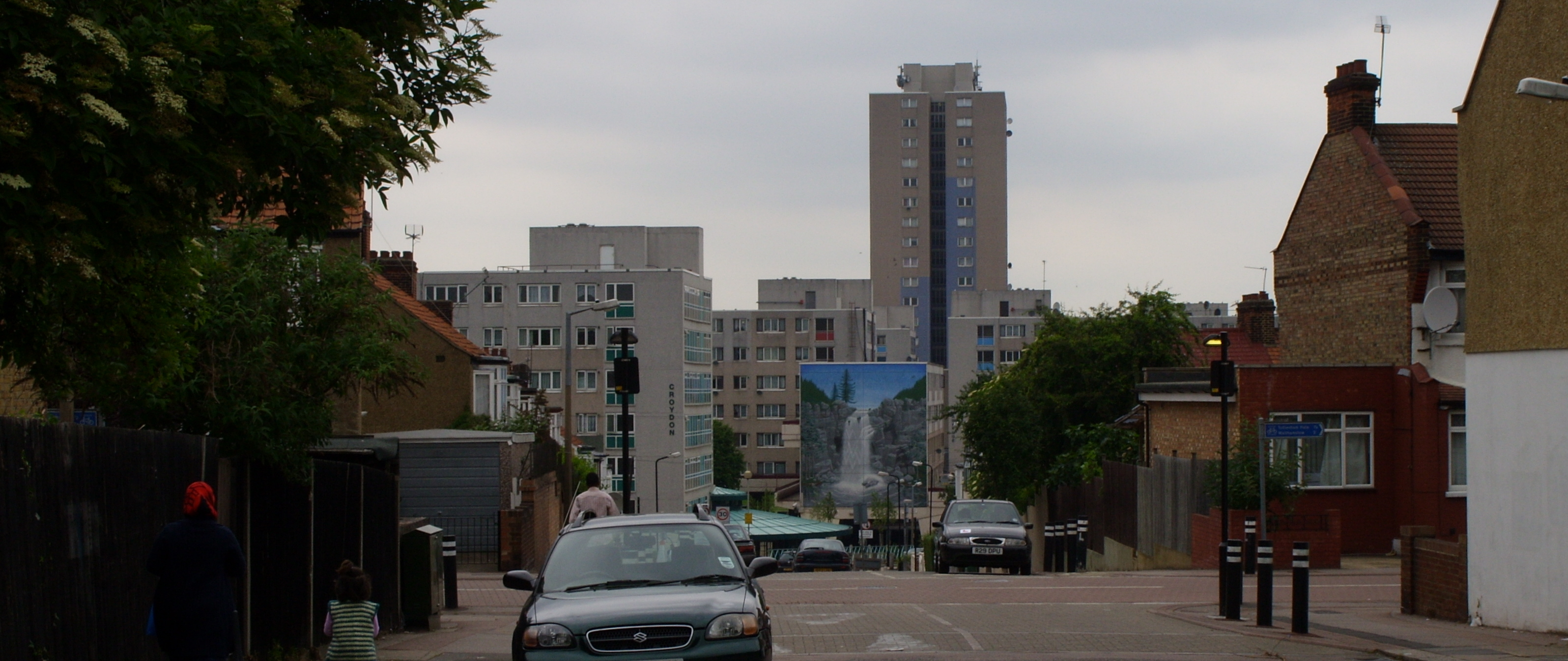
Башни поместья Броудуотер, запад Тоттенема.

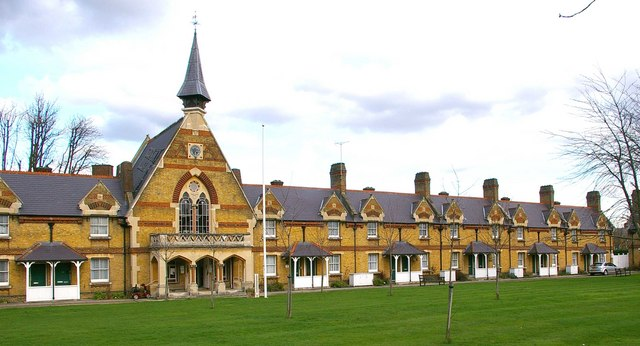
Дом в Роще Брюса.

То́ттенем, также То́ттнем (англ. Tottenham, английское произношение: /ˈtɒtənəm/) — территория в составе лондонского боро Харинги, к север-востоку от Чаринг-Кросс.

## Известные уроженцы
- Adele — английская певица[источник не указан 3151 день].
- Skepta
- Jme

## История
Считается, что Тоттенем был назван в честь Тоты — фермера, чей хутор упоминается в Книге Судного дня 1086 года как Toteham. В то время в нём проживали 70 семей.
В 1894 году Тоттенем получил статус городского района, а 27 сентября 1934 года стал муниципальным боро. 1 апреля 1965 года вошёл в состав новообразованного боро Харинги.
Река Ли была восточной границей исторических боро Тоттенем и Уолтемстоу. Она также была старинной границей между Мидлсексом и Эссексом, а также являлась западной границей территории, контролируемой викингами — Данелага. В настоящее время река является границей между лондонскими боро Харингей и Уолтем-Форест. Основной приток Ли, река Мозель, также пересекает территорию Тоттенема с запада на восток; ранее эта река вызывала серьёзные наводнения, пока в 19 в. она не оказалась, большей частью, в подземной сточной системе.
Начиная со времён Тюдоров, Тоттенем становится популярным местом отдыха и развлечений богатых лондонцев. Генрих VIII посетил Замок Брюса и охотился в Тоттенемском лесу. При этом до конца 1870-х годов Тоттенем сохранял полусельский характер, в нём жили в основном представители верхнего среднего класса.
С конца 1870-х годов открылись несколько линий Большой Восточной железной дороги с низкими тарифами, после чего Тоттенем стали заселять представители низшего среднего и рабочего классов, так как жильё там было недорогим, а из Тоттенема было удобно добираться на работу в центр Лондона. Довольно быстро Тоттенем превратился в пригород Лондона.
23 января 1909 года произошёл инцидент, когда два вооружённых грабителя (выходцы из Латвии) захватили кассира резинового завода на Чеснат-роуд. Затем они бежали через реку, убили двоих прохожих, включая 10-летнего подростка, и ранили 14 человек, после чего были застрелены полицией. Позднее по мотивам событий был снят немой фильм.
Во второй половине XX века Тоттенем постепенно заселяют представители африкано-карибской общины.
По сообщению члена парламента Дейвида Лэмми, Тоттенем имеет самый высокий уровень безработицы среди районов Лондона, и занимает 8-е место по уровню безработицы и одно из первых мест по уровню бедности в Великобритании.
Тоттенем печально известен своей организованной преступностью. Район несколько раз становился ареной массовых беспорядков. В 1985 году поводом для них стала смерть от сердечного приступа темнокожей жительницы, когда к ней в дом вошли полицейские. В 2011 году здесь произошли гораздо более крупномасштабные беспорядки, перекинувшиеся на весь Лондон.
В Тоттенеме возник известный футбольный клуб, выступающий в английской Премьер-лиге, «Тоттенхэм Хотспур».